# Scott Ian
Scott Ian Rosenfeld, född 31 december 1963 i Queens, New York, är en amerikansk musiker. Han är kompgitarrist samt grundare till den amerikanska thrash metal-gruppen Anthrax. Scott Ian skriver dessutom alla texter till gruppens låtar. Han var också gitarrist i Stormtroopers of Death. Scott är känd bland annat för sitt långa pipskägg och den massiva energi han använder på scen vid framträdande.
Som ung växte Ian upp i New York och hamnade i New Wave of British Heavy Metal-rörelsen. Han blev aktiv i NYC hardcore-genren och detta växte över till thrash. 1981 startade han Anthrax med dåvarande basisten Danny Lilker. Scott var 2005 den ende grundmedlemmen som var kvar i Anthrax, 2006 återförenades dock originalmedlemmarna igen. 
Ian medverkade även, tillsammans med Ted Nugent, Evan Seinfeld, Sebastian Bach och Jason Bonham, i supergruppen Damnocracy, vilken bildades för VH1:s dokusåpa SuperGroup.
Scott Ian spelade också heavy metal supergruppen The Damned Things mellan 2009 och 2012 tillsammans med Keith Buckley och Josh Newton (från Every Time I Die), Joe Trohman och Andy Hurley (från Fall Out Boy) och Rob Caggiano (från Anthrax).